# Le cinque rose di Jennifer (film)
Le cinque rose di Jennifer è un film italiano del 1989, diretto da Tomaso Sherman.

## Trama
Si tratta della trasposizione cinematografica dell'omonima opera teatrale dell'attore drammaturgo Annibale Ruccello.